# Salvinia hastata
Salvinia hastata là một loài dương xỉ trong họ Salviniaceae. Loài này được Desv. mô tả khoa học đầu tiên năm 1827.